# 大田区立都南小学校
大田区立都南小学校（おおたくりつ となんしょうがっこう）は、東京都大田区本羽田3丁目にある公立小学校。

## 沿革
- 1938年（昭和13年）7月23日 - 東京府知事から設置認可（蒲田区で18番目）。
- 1939年（昭和14年）
  - 2月7日 - 校舎建築開始。
  - 9月1日 - 東京府東京市都南尋常小学校として開校。同日、校章制定。
  - 9月19日 - 校舎落成式（普通教室14・特別教室2）挙行。これをもって、同日を開校記念日と定めた。
- 1941年（昭和16年）4月1日 - 国民学校令により、東京市都南国民学校と改称。
- 1943年（昭和18年）7月1日 - 東京市と東京府が統合し、東京都制施行により、東京都都南国民学校と改称。
- 1946年（昭和21年）3月31日 - 出雲国民学校を統合。
- 1947年（昭和22年）4月1日 - 学制改革（学校教育法施行）により、東京都大田区立都南小学校と改称。
- 1949年（昭和24年）9月1日 - キティ台風のため、北校舎が大破する被害が出た。
- 1957年（昭和32年）3月25日 - 校歌制定。
- 1960年（昭和35年）3月14日 - 開校20周年記念式典挙行。
- 1962年（昭和37年）5月21日 - 鉄筋校舎完成（9教室）。
- 1970年（昭和45年）3月23日 - 体育館完成。同日、開校30周年記念式典挙行。
- 1978年（昭和53年）7月20日 - プール完成。
- 1980年（昭和55年）2月7日 - 開校40周年を祝う集いが開催された。
- 1990年（平成2年）
  - 1月27日 - 開校50周年記念式典。
  - 3月28日 - 正門が新しくなる。
  - 12月11日 - 開校50周年記念式典。
- 1991年（平成3年）
  - 1月27日 - 東校舎外壁、パソコン室工事完了。
  - 2月8日 - パソコン導入。
  - 12月2日 - 東校舎内装工事完了。
- 1992年（平成4年）
  - 3月25日 - 多目的ホール完成。
  - 12月17日 - 北校舎内装工事完了。
- 1996年（平成8年）2月26日 - 体育館床、プール水槽改修工事完了。
- 1999年（平成11年）12月9日 - 耐震補強工事1期終了。
- 2000年（平成12年）
  - 2月5日 - 開校60周年記念式典挙行。
  - 12月6日 - 耐震補強工事2期終了。
- 2001年（平成13年）3月4日 - タイ王国との国際交流を体育館で行う。
- 2004年（平成16年）
  - 4月 - 英語活動（ALT）始まる。
  - 10月8日 - 都南小65周年記念児童集会を行う。
- 2005年（平成17年）4月 - 毎月1回水曜日の補充指導始まる。
- 2009年（平成21年）11月 - 開校70周年式典挙行。
- 2014年（平成26年）10月 - 開校75周年式典挙行。

## 主な卒業生
- | [icon] | この節の加筆が望まれています。 |

## 周辺
- 大田区立出雲中学校 - 主な進学先
- 東京都立つばさ総合高等学校
- 大田区立萩中小学校
- 城南職業能力開発センター大田校
- 萩中公園
- 萩中集会所
- 糀谷・羽田地域庁舎分室
- 多摩川
- 大田区立本羽田保育園
- 本羽田公園
- 多摩川大師橋緑地

## アクセス
- JR[1]川崎駅・羽田空港から、京浜急行バス空51・川77のバスで、「都南小学校」バス停下車。
- 京急空港線大鳥居駅から、徒歩約980m・約15分（最短ルート移動した場合）。